# Samson Fainsilber
Pour les articles homonymes, voir Fainsilber.
Samson Fainsilber, né le 18 mai 1904 à Iași (Roumanie) et mort le 19 décembre 1983 à Paris, est un acteur et chanteur français.

## Biographie
Samson Fainsilber naît dans une famille de juifs ashkénazes de Moldavie, province de Roumanie, qui émigrent en France avant la Première Guerre mondiale. Son père est un journaliste de gauche et il a un frère prénommé Benjamin. Il se lance d'abord dans la carrière théâtrale, son physique rappelant celui du célèbre tragédien Édouard de Max, son compatriote. Il apparaît d'abord au théâtre des Mathurins en 1924. Il joue le rôle-titre d'Akim. Il joue ensuite en Italie aux côtés d'Ida Rubinstein. il se fait remarquer dans des rôles sombres au cinéma parlant dans les années 1930.
Il est déchu par le régime de Vichy de la nationalité française en 1940 qu'il avait acquise par naturalisation en tant que juif roumain. Cette déchéance de nationalité frappe également d'autres acteurs et personnalités du cinéma d'origine juive comme Véra Korène, Pierre Chenal et Jean Temerson, ou pour une autre raison comme René Clair. Après la Libération, il s'occupe d'émissions radiophoniques et donne des cours d'art dramatique, puis il dirige le théâtre de Monte-Carlo. Il reprend des petits rôles au cinéma et à la télévision dans les années 1970. Il meurt d'une crise cardiaque en son domicile dans le 18e arrondissement de Paris. Il est l'auteur des livres L'Acteur de théâtre, publié après la Libération, et de Comment devenir comédien, publié en 1983.
Il meurt en 1983 (acte de décès no 18/2454/1983).
Il était l'époux de l'actrice Monique Tassart (1934-2024).

## Filmographie

### Cinéma
- 1929 : Le Requin d'Henri Chomette : l'avocat
- 1930 : La Fin du monde d'Abel Gance : Schomburg
- 1932 : Les Trois Mousquetaires d'Henri Diamant-Berger : le cardinal de Richelieu
- 1932 : Mater Dolorosa d'Abel Gance
- 1933 : Jocelyn de Pierre Guerlais : Jocelyn
- 1933 : Roger la Honte de Gaston Roudès : Lucien de Noirville
- 1934 : Le Bossu de René Sti : Monsieur de Peyrolles
- 1934 : La Porteuse de pain de René Sti : Castel
- 1935 : Marie des Angoisses de Michel Bernheim : Paco
- 1935 : Napoléon d'Abel Gance : Danton (voix)
- 1935 : Escale de Louis Valray
- 1935 : Gangster malgré lui d'André Hugon : Marc
- 1935 : Jérôme Perreau, héros des barricades d'Abel Gance : Conti
- 1935 : Déchéance de Jacques Houssin et Giorgio Zambon : Dario d'Alhucemas
- 1938 : Retour à l'aube d'Henri Decoin : l'inspecteur Veber
- 1939 : Tourbillon de Paris d'Henri Diamant-Berger
- 1945 : Dorothée cherche l'amour d'Edmond T. Gréville : le docteur Sylvain
- 1946 : Les Clandestins d'André Chotin : le docteur Netter
- 1946 : Le Village de la colère de Raoul André
- 1953 : Si Versailles m'était conté de Sacha Guitry : Mazarin
- 1955 : Si Paris nous était conté de Sacha Guitry : Mazarin
- 1973 : Don Juan 73 de Roger Vadim
- 1974 : Stavisky d'Alain Resnais : l'employé au fichier
- 1975 : Un linceul n'a pas de poches de Jean-Pierre Mocky : Gonzague
- 1975 : Il faut vivre dangereusement de Claude Makovski : l'homme aux oiseaux
- 1977 : Providence d'Alain Resnais : le vieil homme
- 1977 : L'Animal de Claude Zidi : le vieux maquilleur russe
- 1979 : Subversion de Stanislav Stanojevic
- 1979 : Charles et Lucie de Nelly Kaplan : le gobeur d'œufs
- 1983 : La vie est un roman d'Alain Resnais : Zoltan Forbek

### Télévision

#### Téléfilms
- 1966 : Marie Tudor d'Abel Gance : Lord Clinton
- 1967 : Valmy et la naissance de la République de Jean Chérasse et Abel Gance
- 1974 : Beau-François de Roger Kahane : un bourgeois
- 1975 : La Rôtisserie de la reine Pédauque de Jean-Paul Carrère : M. de la Guéritaude
- 1976 : La Bande à Glouton de François Chatel : Lavigne
- 1979 : Les Moyens de bord de Bernard Toublanc-Michel : l'évêque
- 1979 : La Nuit de l'été de Jean-Claude Brialy
- 1980 : Docteur Teyran de Jean Chapot : Poncin
- 1981 : Feu Don Juan de Régis Milcent : Casanova
- 1982 : Saint Louis ou La royauté bienfaisante  de Jean-Claude Lubtchansky : le vieux chevalier
- 1982 : Le Canard sauvage de Guy Lessertisseur : le chambellan Balle

#### Séries télévisées
- 1963 : Janique Aimée de Jean-Pierre Desagnat (feuilleton télévisé) : Molivant
- 1968 : Thibaud ou les Croisades : l'ermite
- 1971 : Au théâtre ce soir - Échec et meurtre de Robert Lamoureux, mise en scène Jean Piat, réalisation Pierre Sabbagh, Théâtre Marigny : Mangenstein
- 1973 : Les Rois maudits - épisode : La Louve de France : Mortimer le Vieux
- 1973 : Les Dossiers du professeur Morgan - épisode : Feu a volonté : Parranquet
- 1974 : Les Faucheurs de marguerites (mini-série) : Weiller
- 1976 : Nouvelles de Henry James - épisode : Un jeune homme rebelle de Paul Seban : Sir Phillip
- 1977 : Fachoda, la mission Marchand de Roger Kahane : un député
- 1977 : Un juge, un flic - Le Crocodile empaillé : le vieux Gaubert
- 1978 : Émile Zola ou la Conscience humaine :
  - épisode #1.4 : Et j'attends toujours de Stellio Lorenzi - Jules
  - épisode #1.1 : Un homme assez courageux de Stellio Lorenzi - Jules
- 1978 : Une femme, une époque - épisode : Colette
- 1979 : Les Dossiers éclatés - Mort non naturelle d'un enfant naturel de Roger Kahane : le président
- 1978-1979 : Les Héritiers - 2 épisodes :
  - 1979 : Le Régisseur de Bruno Gantillon - Victor Bourgeat
  - 1978 : Le Quincailler de Meaux de Pierre Lary - Igor
- 1980 : Papa Poule (saison 1) - épisode : De la difficulté d'être Papa Poule de Roger Kahane : M. Pera
- 1982 : Papa Poule (saison 2) - épisodes : Le séminaire de Papa Poule et Papa Poule moins un de Roger Kahane : M. Pera
- 1982 : La Vie de Galilée (Série TV) : le vieux cardinal
- 1978 et 1984 : Les Cinq Dernières Minutes - 2 épisodes : 
  - 1984 : épisode #3.35 : Meurtre sans pourboire de Jean Chapot - Grichka
  - 1978 : épisode #3.13 : Les loges du crime de Jean Chapot - Charles
- 1984 : Disparitions - Rumeurs de Daniel Moosmann - Willenstein

## Théâtre
- 1929 : Fragile d'André Lang, Théâtre Fémina
- 1929 : Histoires de France de Sacha Guitry, mise en scène de l'auteur, Théâtre Pigalle
- 1931 : Judith de Jean Giraudoux, mise en scène Louis Jouvet, Théâtre Pigalle
- 1935 : Ce soir on improvise de Luigi Pirandello, mise en scène Georges Pitoëff, Théâtre des Mathurins
- 1935 : Peer Gynt de Henrik Ibsen, Théâtre de la Porte-Saint-Martin
- 1937 : Les Chevaliers de la Table ronde de Jean Cocteau, mise en scène de l'auteur, Théâtre de l'Œuvre
- 1947 : Borgia de Herman Closson, mise en scène Claude Sainval, Comédie des Champs-Élysées
- 1952 : Back Street de Michel Dulud, mise en scène Christian Gérard, Théâtre Fontaine, Théâtre des Célestins
- 1960 : Madame Sans-Gêne de Victorien Sardou et Émile Moreau, mise en scène Alfred Pasquali, Théâtre de l'Ambigu
- 1962 : Madame Sans-Gêne de Victorien Sardou et Émile Moreau, mise en scène Alfred Pasquali, Théâtre des Célestins
- 1969 : Frédéric de Robert Lamoureux, mise en scène Pierre Mondy, Théâtre des Ambassadeurs
- 1969 : Oedipe-roi de Jean Cocteau, mise en scène Jean Marais, Théâtre de l'Alliance française
- 1971 : Le Maître de Santiago d'Henry de Montherlant, mise en scène Jean Meyer, Théâtre Montansier, Théâtre des Célestins, tournée Herbert-Karsenty
- 1974 : Le Soleil se couche de Michel de Ghelderode, mise en scène Marcel Lupovici, Théâtre 347
- 1974 : La Bande à Glouton de Jacques Fabbri & André Gillois, mise en scène Jacques Fabbri, Théâtre de l'Œuvre
- 1976 : Marius de Marcel Pagnol, mise en scène Raymond Pellegrin